# Manilkara kanosiensis
Espèce
Statut de conservation UICN

 EN A1cd+2cd, C2a : En danger
Manilkara kanosiensis est une espèce de plantes à fleurs de la famille des Sapotaceae.

## Publication originale
- Blumea 4(2): 337. 1941.